# Francisco Prats y Velasco
Francisco Prats y Velasco (1813-1891) fue un pintor español.

## Biografía

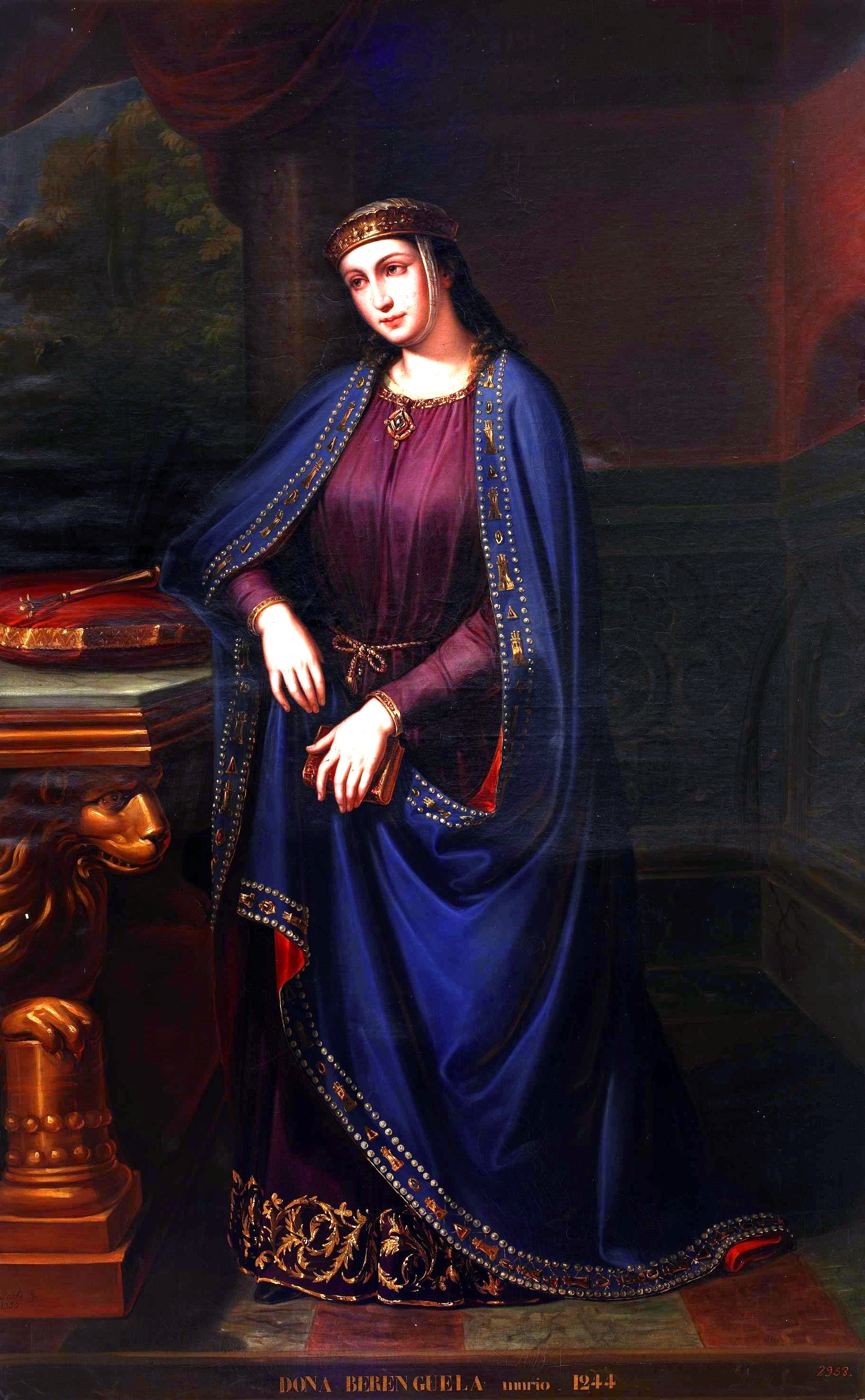
La reina Berenguela de Castilla (Museo del Prado)

Habría nacido en 1813 en Almería. Pintor residente en Málaga, fue individuo de su Academia de Bellas Artes y representante de la de San Fernando en la Comisión de Monumentos históricos y artísticos de dicha provincia. En diferentes Exposiciones anuales de la Academia de San Fernando presentó muchos trabajos, tanto originales como copia de otros autores, entre los que se encontraron: Jesucristo al pid de la cruz en los brazos de la Santísima Virgen, copias de Las Hilanderas, La fragua de Vulcano y Los borrachos de Velázquez, La Virgen de los Dolores y algunos retratos.
En la serie cronológica de los reyes de España, fueron de su mano los de Juan II y Doña Berenguela; para la Diputación provincial de Málaga pintó en 1866 el de la reina Isabel II. Más adelante pintaría Una Concepción y El Sueño de Jesús. Desempeñó interinamente la cátedra de colorido y composición en la Academia provincial de Málaga. Habría fallecido en su ciudad natal en 1891.